# شیش کباب

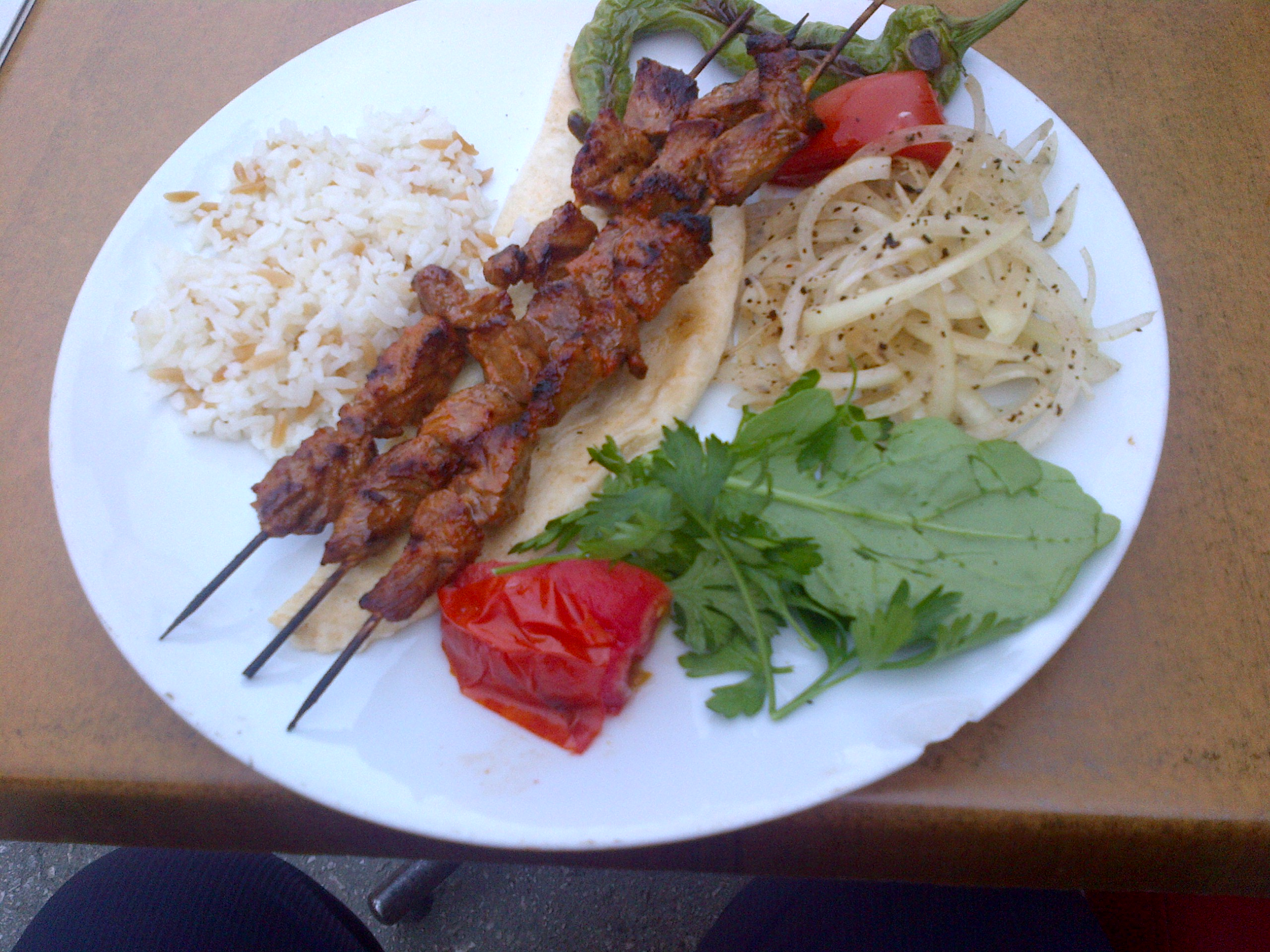
شیش کباب با پیاز، سماق، فلفل کبابی، یک تکه گوجه‌فرنگی کبابی و برگ شابانک

شیش کباب (به انگلیسی: Shish kebab) یک غذای پرطرفدار از گوشت سیخ‌شده و کبابی است. این غذا که درمیان غذاهای مدیترانه‌ای یافت می‌شود چیزی شبیه شیشلیک و خوروواتس است که در منطقه قفقاز تهیه می‌شوند.
شیش کباب یکی انواع کباب است که خاستگاه آن به خاورمیانه بازمی‌گردد. در انگلیسی آمریکای شمالی، کلمه کباب به تنهایی اغلب به شیش کباب اشاره دارد، اگرچه در خارج از آمریکای شمالی، کباب ممکن است به معنای دونر کباب نیز باشد.
برای تهیه این کباب، به‌صورت سنتی از گوشت بره استفاده می‌شود اما نسخه‌هایی با انواع مختلف گوشت مانند مرغ یا ماهی نیز وجود دارد. در ترکیه شیشلیک و سبزیجاتی که با آن سرو می‌شود به‌طور جداگانه کباب می‌شوند و معمولاً روی یک سیخ نیستند.

## نگارخانه

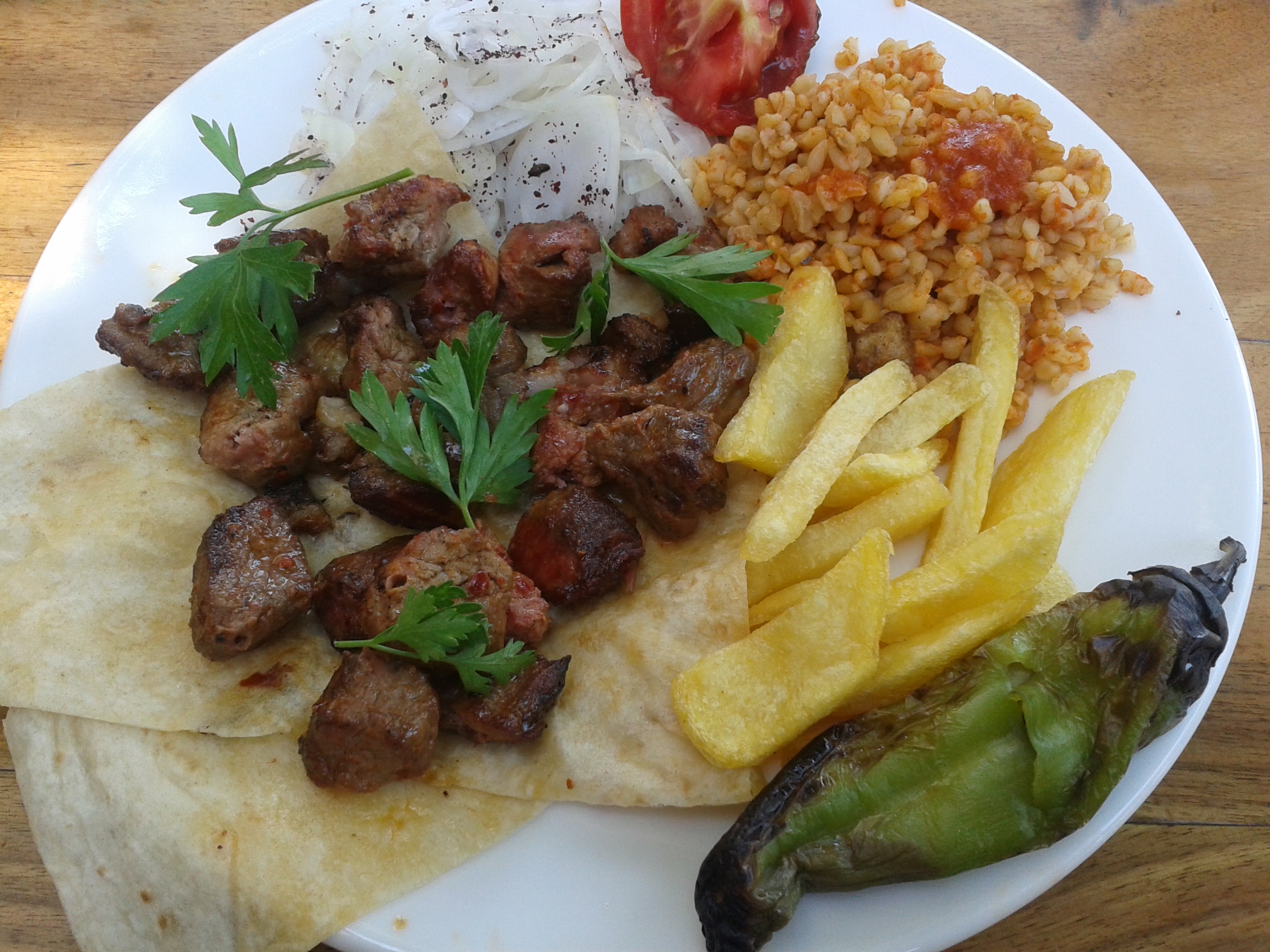
شیش کباب
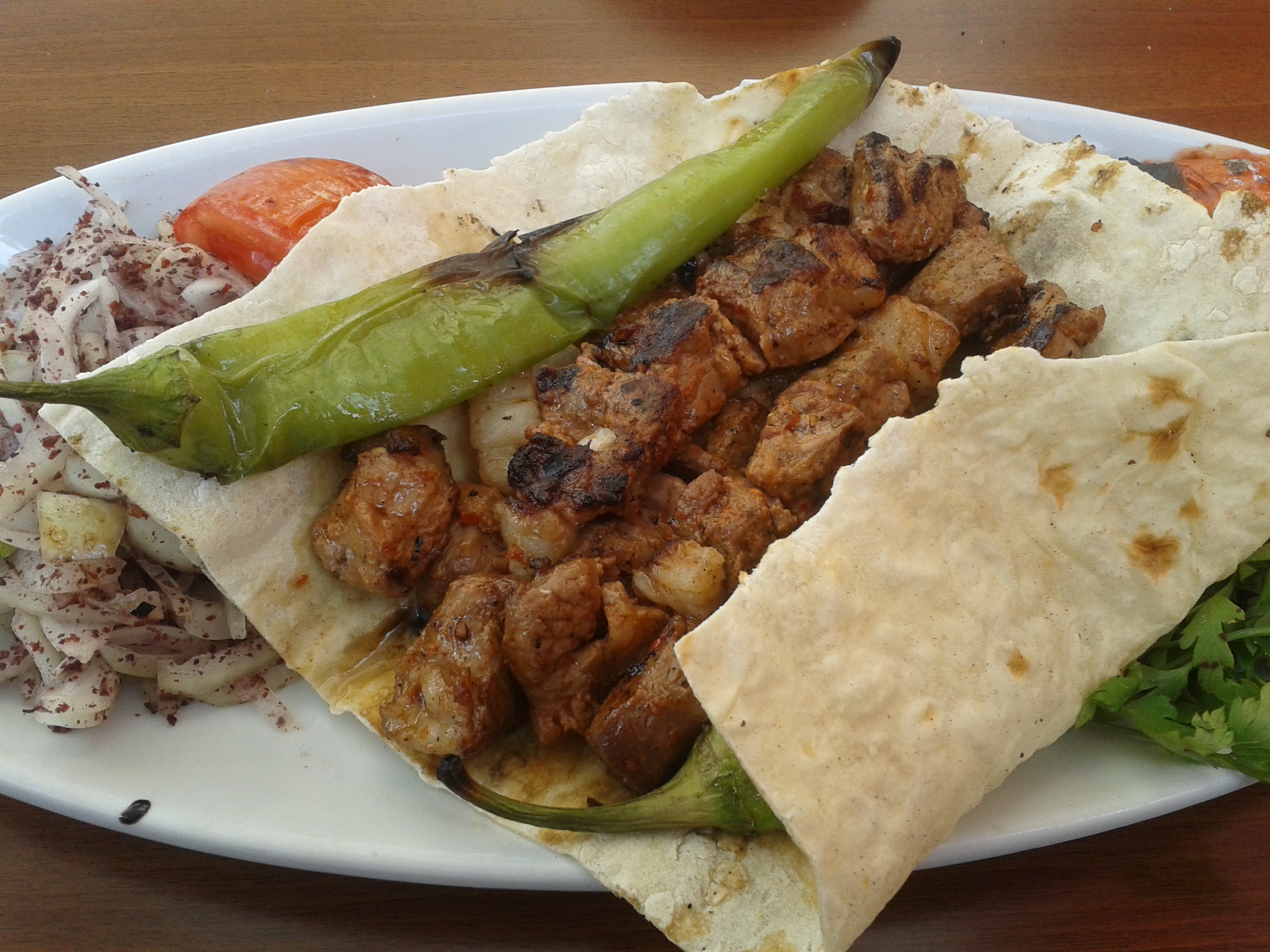
شیش کباب آنکارا
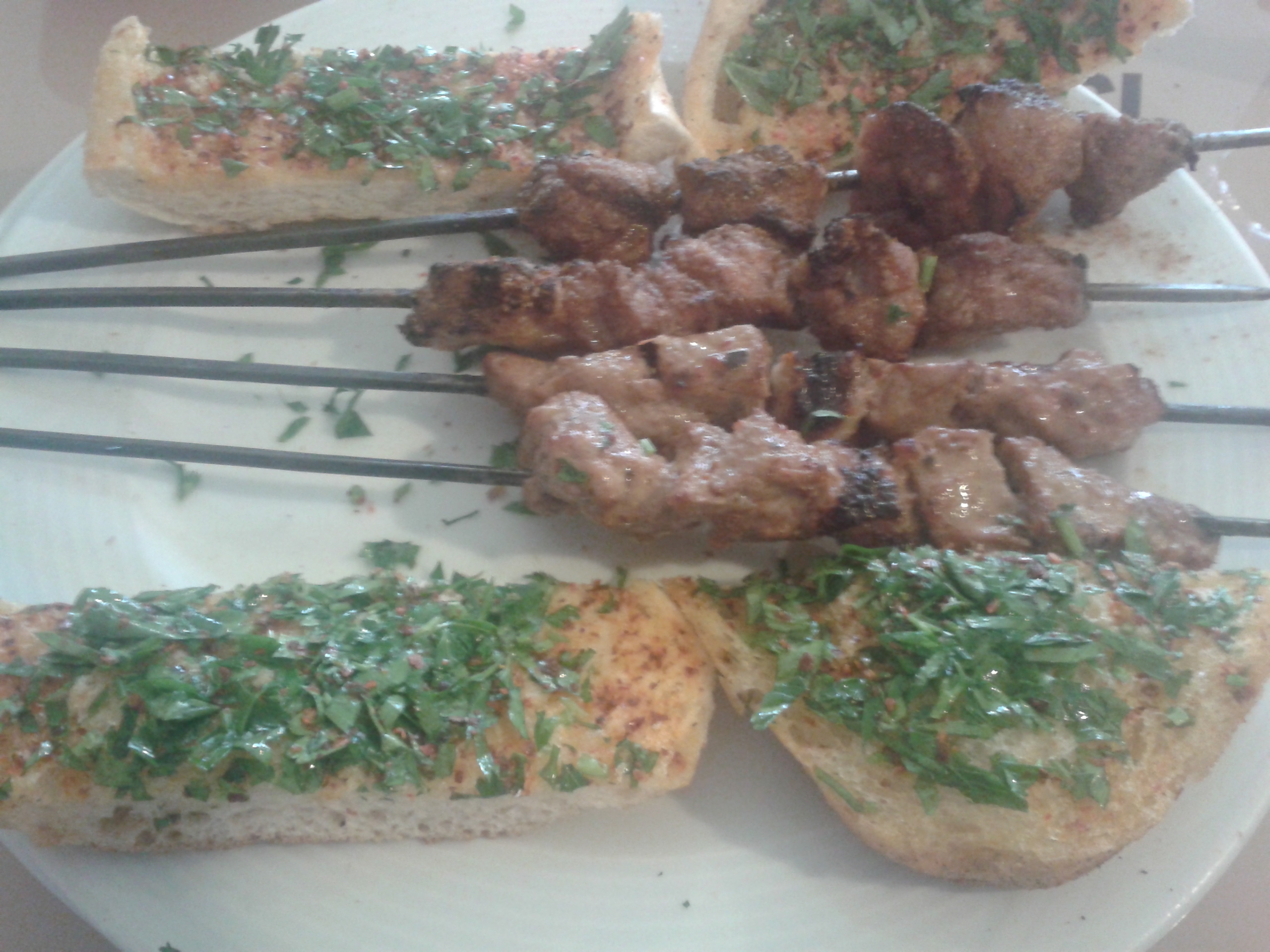
شیش کباب بره